# Епископски савјет Српске православне цркве у Хрватској
Епископски савјет Српске православне цркве у Хрватској је савјетодавно црквено тијело, које је састављено од арјијереја Српске православне цркве чије се епархије у цјелини или мањим дијелом налазе на подручју Републике Хрватске, а то су:
- Митрополија загребачко-љубљанска (у цјелини)
- Епархија горњокарловачка (у цјелини)
- Епархија далматинска (у цјелини)
- Епархија пакрачко-славонска (у цјелини)
- Епархија осјечкопољска и барањска (у цјелини)
- Епархија сремска (мањим дијелом)
- Епархија захумско-херцеговачка и приморска (мањим дијелом)

## Предисторија
Након заоштравања политичке кризе у бившој СФРЈ (1990) и избијања рата у Хрватској (1991-1995), наступиле су веома тешке прилике за српски православни народ и свештенство на тим просторима, а знатно је отежан и рад епархијских управа. Подручја готово свих епархија била су подјељена на дио под контролом Републике Српске Крајине и дио под контрополом Републике Хрватске. У исто вријеме, на свим подручјима која су била захваћена ратним дејствима пострадао је знатан број православних храмова и других црквених добара (парохијски домови, црквене библиотеке и архиве). Систематска разарања су започета већ током 1991. године, у склопу операције Откос, а кулминирала су 1995. године, за вријеме спровођења операције Бљесак и Олуја.
Од самог избијања политичке кризе током 1990. и 1991. године, епархијске управе су се суочавале са бројним потешкоћама које су отежавале међусобну и унутрашњу црквену координацију, из чега је проистекла и практична потреба за оснивањем посебног радног и савјетодавног тијела. Такво тијело је проистекло из првобитних неформалних састанака локалних архијереја, а пошто се тај вид сарадње показао корисним за рјешавање појединих питања од општег интереса, таква пракса је накнадно и формализована, у виду оснивања Епископског савјета, који је озваничен 1992. године одлуком Светог архијерејског сабора СПЦ.

## Епископски савјет
Епископи епархија Загребачко-љубљанске, Горњокарловачке, Далматинске, Пакрачко-славонске и Осјечкопољске и барањске сачињавају Епископски савјет у Хрватској под предсједништвом митрополита загребачко-љубљанског.
Српска православна црква у Хрватској има потписан уговор са Владом Републике Хрватске.
Епископски савјет СПЦ у Хрватској разматра посебно односе између Српске православне цркве и Хрватске, анализира резултате у спровођењу законских и других прописа и политику и динамику обнове сакралних објеката.
Одлуком Светог архијерејског сабора од маја 2021. укинути су епископски савјети у разним црквеним областима.